# Provincia de Kaunas
La provincia de Kaunas es una de las diez provincias en que se divide Lituania. Cubre un área de 8.060 km² y albergaba una población de 702.100 personas en 2001. La capital es Kaunas.

## Municipios
La provincia de Kaunas está dividido en ocho municipios, de los cuales seis son distritos municipios (DM), uno es ciudad-municipio (CM) y otro es municipio (M).
- Birštonas (M)
- Jonava (DM)
- Kaišiadorys (DM)
- Kaunas (CM)
- Kaunas (DM)
- Kėdainiai (DM)
- Prienai (DM)
- Raseiniai (DM)

## Ciudades
- Kaunas - 364.059 hab.
- Jonava - 34.782
- Kėdainiai - 31.613
- Garliava - 13.423
- Raseiniai - 12.305
- Prienai - 11.131
- Kaišiadorys - 9.734
- Žiežmariai - 3.852
- Ariogala - 3.627
- Birštonas - 3.138
- Vilkija - 2.326
- Ežerėlis - 2.066
- Jieznas - 1.423

- Datos: Q853861
- Multimedia: Kaunas County / Q853861